# قطعنامه ۱۵۴۹ شورای امنیت
قطعنامه  ۱۵۴۹ شورای امنیت سازمان ملل متحد که در تاریخ ۱۷ ژوئن ۲۰۰۴ تصویب شد، سندی بین‌المللی دربارهٔ بررسی وضعیت در لیبریا است. این قطعنامه طی نشست ۴۹۹۱ام با ۱۵ رای موافق، ۰ مخالف و ۰ ممتنع تصویب شد.